# Film rockowy
Film rockowy – program telewizyjny lub film dokumentalny, dotyczący muzyki rockowej jako zjawiska lub też poszczególnych muzyków czy wydarzeń (np. festiwali).
W języku angielskim popularny jest termin rockumentary, po raz pierwszy użyty przez Roba Reinera, przy okazji ukazania się rockumentu o zespole Spinal Tap, This Is Spinal Tap.

## Filmy rockowe
Przykładowe filmy poświęcone muzyce rockowej.
- Another State of Mind – Punk: Social Distortion, Youth Brigade
- Monterey Pop (Monterey Pop Festival)
- Cracked Actor (David Bowie)
- Glastonbury (Glastonbury Festival)
- The Last Waltz (finałowy koncert The Band)
- Gimme Shelter (The Rolling Stones podczas Altamont Music Festival)
- Metal: A Headbanger’s Journey (Różni artyści)
- Live at Pompeii (Pink Floyd)
- Stop Making Sense (Talking Heads)
- The Kids Are Alright (The Who)
- The Song Remains the Same (Led Zeppelin)
- Dont Look Back (Bob Dylan)
- Lord Don't Slow Me Down (Oasis)
- The Naked Brothers Band (Naked Brothers Band)
- The Filth and the Fury (The Sex Pistols)
- Stalking Pete Doherty (The Libertines/Babyshambles)
- DiG! (The Dandy Warhols i The Brian Jonestown Massacre)
- End of the Century: The Story of the Ramones (Ramones)
- Meeting People Is Easy (Radiohead)
- Year of the Horse (Neil Young)
- ResErection (Turbonegro)
- Some Kind of Monster (Metallica)
- Let's Rock Again! (Joe Strummer)
- Rattle and Hum (U2)
- Fast Future Generation (Good Charlotte)
- LoudQUIETloud (Pixies)
- I Am Trying to Break Your Heart (Wilco)
- The Devil and Daniel Johnston (Daniel Johnston)
- Funky Monks (Red Hot Chili Peppers)
- Life on the Murder Scene (My Chemical Romance)

MTV pod koniec lat '80 i na początku '90 wyemitowało serię pt. Rockumentary. Artyści jacy byli prezentowani to m.in. AC/DC w 1991 roku, Aerosmith w 1990 roku, Eric Clapton w 1990 roku, Def Leppard w 1988 roku, Rod Stewart w 1988 roku, Pink Floyd w 1989 roku, Mötley Crüe w 1989 roku, Genesis w 1992 roku, Metallica w 1992 i 1996 roku, The Rolling Stones, Madonna, Led Zeppelin, The Doors i Van Halen.

## Filmy rockowe w Polsce
Za pierwszy polski film rockowy uznawany jest Koncert, nakręcony w listopadzie 1981 podczas rockowego maratonu Rockowisko (reż. Michał Tarkowski).
W Polsce powstawały też filmy dokumentujące Festiwal w Jarocinie:
- Fala (1985, reż. Piotr Łazarkiewicz)
- Moja krew, twoja krew (1986, reż. Andrzej Kostenko dla BBC)
- Czapka dla skina (1990)